# Сумгаїтський погром
Сумгаї́тський погро́м (1988) — заворушення в азербайджанському місті Сумгаїт, спричинені загостренням суспільно-політичної ситуації в Нагірному Карабасі, що призвели до погромів вірменського населення.

## Передумови
Починаючи з 1987 року московська влада стала отримувати одне за іншим різні листи з вимогою об'єднання Карабаху та Вірменії. Підготовлена в серпні 1987 року Академією наук Вірменії петиція, що містила прохання про передачу Вірменській РСР не тільки Нагірного Карабаху, а й Нахічевані (хоча за даними перепису 1979 роки там налічувалося 97 % азербайджанців), була підписана сотнями тисяч вірмен. У жовтні жителі Чардакли, населеного переважно вірменами селища на північному заході Азербайджану, відмовилися визнати призначення азербайджанця директором радгоспу. Це призвело до конфлікту місцевої партійної влади та селян. Згідно з твердженнями вірмен, азербайджанське партійне керівництво мало намір просто витіснити вірменське населення. Новини з Чардакли швидко дісталися до Єревана, де в цей час йшли демонстрації з вимогою закрити небезпечні для навколишнього середовища виробництва. Екологічні мітинги незабаром стали політичними, націоналістичними, з вимогою повернення Нагірного Карабаху і Нахічевані до складу Вірменії. В цей час місцева міліція ще втручалася, розганяючи демонстрації. Оскільки Москва не вживала жодних заходів у відповідь, з'явилися чутки, що центральне керівництво готове до передачі Карабаху, причому особливо наголошувалося вірменське походження ряду високопоставлених радників Горбачова. У середині листопада 1987 року радник Горбачова з економічних питань Абел Аганбегян сказав в інтерв'ю французькій газеті «Юманіте», що незабаром НКАО повинна бути передана Вірменії.
Після подій в Чардакли азербайджанці в Вірменії все частіше стали зазнавати переслідувань — вірмени почали прямо витісняти їх зі своєї республіки. В кінці січня 1988 року перша хвиля азербайджанських біженців докотилася до Баку. Більшість їх було розміщено в Сумгаїті — промисловому місті недалеко від столиці. 11 лютого в Карабасі відбулася демонстрація, яка висловлювала протест проти культурної та економічної політики Баку щодо області. А 20 лютого 1988 року обласна рада прийняла резолюцію (110 голосів «за» і 17 «проти»), що містила звернення до Верховних Рад Вірменії, Азербайджану та СРСР передати НКАО під контроль Вірменської РСР.
26 лютого 1988 року в Сумгаїті перед будівлею міського комітету КПРС на площі Леніна група азербайджанців, чисельністю від сорока до п'ятдесяти осіб, вийшла на демонстрацію, щоб висловити протест у зв'язку із загостренням ситуації в Нагірному Карабасі. 27 лютого число учасників демонстрації зросло до кількох тисяч. За свідченнями очевидців, на мітингу виступила другий секретар міському КПРС Мелек Байрамова, яка зажадала, щоб вірмени покинули Азербайджан. Того ж вечора з'явились перші повідомлення про випадки насильства, що відбулися в кінотеатрі та на ринку. Місцева міліція, укомплектована азербайджанцями, не перешкоджала актам насильства.

## Погром
Наступного дня, 28 лютого, розлючений натовп заполонив собою всю центральну площу Сумгаїта. Партійний керівник міста Джахангир Муслім-заде, взявши в руки прапор Азербайджанської РСР, очолив багатотисячну колону демонстрантів. Хвостова частина колони розсипалася на окремі групи, які розсіялися по центральних кварталах міста в пошуках вірмен. За даними очевидців, заворушення спровокували деякі азербайджанські біженці, які діяли за потурання місцевої та республіканської влади. Групи чисельністю від десяти до п'ятдесяти і більше осіб били скло, підпалювали автомобілі, шукали, били, ґвалтували і вбивали вірмен, нападали на їхні квартири. Кілька кварталів Сумгаїта перетворилися в зону бойових дій. Епіцентром став квартал, прилеглий до міського автовокзалу.
Жорстокі погроми тривали і 29 лютого, й закінчилися лише тоді, коли втрутилися війська, введені в Сумгаїт ще напередодні.

## Жертви
Число жертв погромів точно не встановлено. За офіційними даними Генпрокуратури СРСР, в результаті дій погромників в Сумгаїті 27-28 лютого 1988 року загинуло щонайменше 26 вірмен та 6 азербайджанців, понад сто осіб було поранено, понад двісті квартир було розграбовано, десятки автомобілів спалені або розбиті. Також було розгромлено безліч майстерень, магазинів, кіосків та інших об'єктів громадського призначення.
За даними різних, більш пізніх джерел, заснованих на розповідях очевидців і аналізу свідчень про смерть, тільки число загиблих склало сотні людей. Так, історик Джеффрі Хоскінґ вказує, що число убитих вірмен обчислювалася сотнями, а журналіст Девід Ремнік відзначав в The Washington Post, що при оцінці кількості загиблих вірменська громадська думка сходиться в цифрі, щонайменше, 200 осіб.
Азербайджанські джерела не заперечують і приймають кількість загиблих за даними Генпрокуратури СРСР. Так Аваз Гасанов, глава азербайджанського Товариства гуманітарних досліджень, вважає, що «приховати дані про людські жертви навряд чи було можливим».

## Оцінки подій

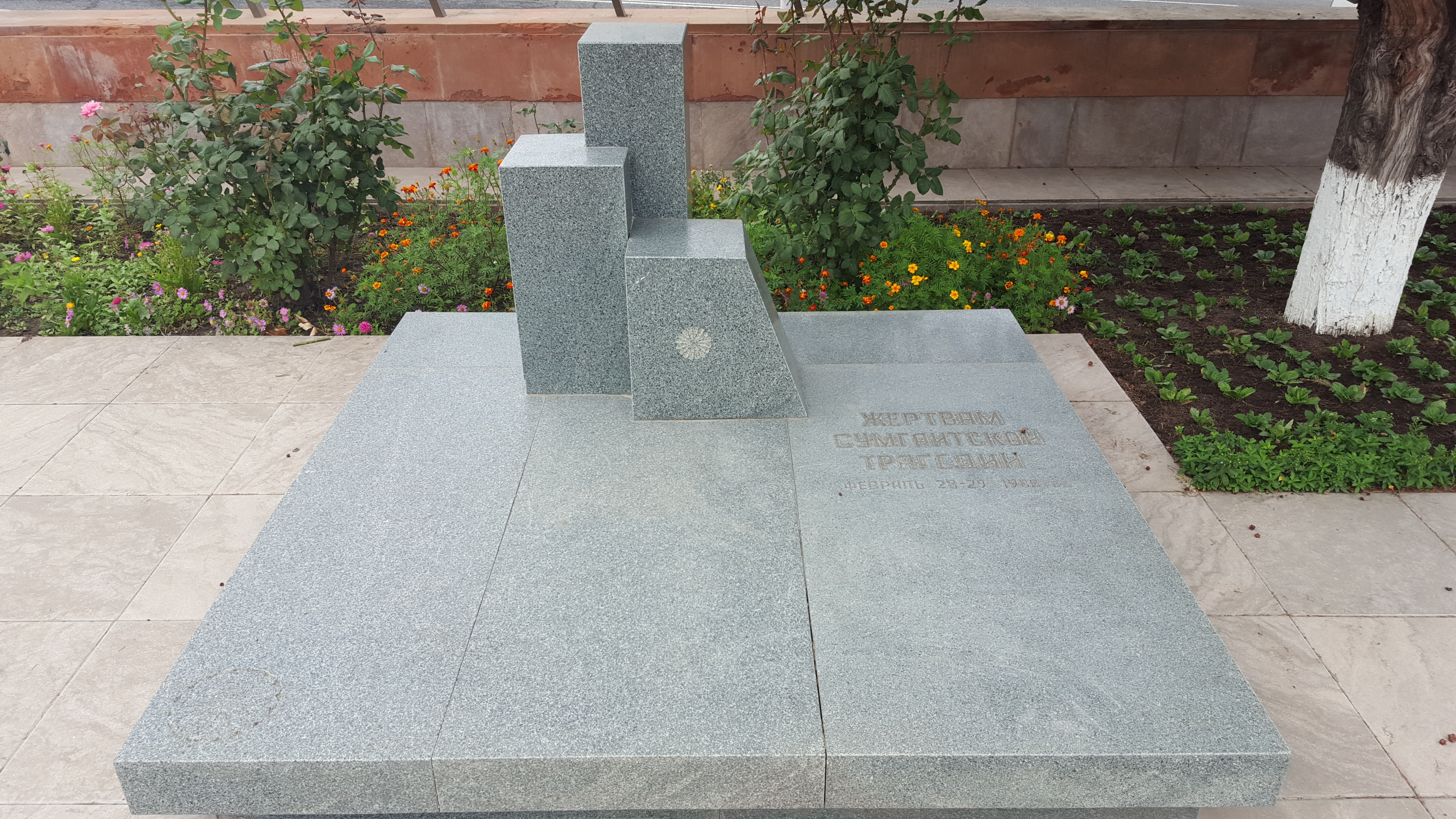
Меморіал жертвам Сумгаїтського погрому, встановлений у Ханкенді, Нагірний Карабах.

Історики і політологи Єревана і Баку ведуть запеклі суперечки про причини погромів. Чи був Сумгаїт реакцією на вигнання азербайджанців з Кафанського району Вірменії? Або ж біженці з обох сторін були реакцією на вірменські погроми на території Азербайджанської РСР? Поширилося чимало і спекуляцій, і конспірологічних версій.
Сторони посилаються на джерела і думки очевидців. Однак, з повною упевненістю, можна лише стверджувати, що після Сумгаїта обмін біженцями між Вірменією і Азербайджаном став неминучим.
«Після Сумгаїта стало ясно, що шляху назад вже немає тим більше, що радянська влада виявляли крайню нерішучість і коливання. Для вірмен Сумгаїт став нагадуванням про різанину в роки Першої світової війни, а азербайджанці в їхній свідомості ототожнювалися з оттоманськими військами. І до Сумгаїта вірмени виганяли азербайджанців з Вірменії, але тепер вони стали виганяти їх систематично і цілеспрямовано, в тому числі і з районів Арарату і Зангезура, де азербайджанці жили компактною групою», — пише шведський кавказознавець Сванте Корнелл.
Ці події стали початком переселення близько 140 тисяч вірмен, які проживали в Азербайджані, в Нагірний Карабах і Вірменію. Багато учасників погромів не понесли жодної відповідальності. Постанови Президії Верховної Ради СРСР, Ради Міністрів СРСР і ЦК КПРС, ухвалені в березні 1988 року з приводу даного міжнаціонального конфлікту, так не призвели до стабілізації становища.